# DJ 퀄스
DJ 퀄스(DJ Qualls, 1978년 6월 12일 ~ )는 미국의 배우이다.

## 출연 작품
- 코어 - 랫 역
- 올 어바웃 스티브 - 하워드 역
- 비거